# Emanuel Holmner
Fredrik Emanuel Holmner (i riksdagen kallad Holmner i Gunnarn), född 27 mars 1872 i Stensele, död där 4 september 1943, var en svensk lantbrukare och politiker (liberal). Han var morfar till Gunnel Nääs-Larsson och morfars farbror till Maria Pietilä-Holmner.
Emanuel Holmner, som kom från en bondefamilj, var lantbrukare i Gunnarn i Stensele socken, där han också var kommunalfullmäktiges ordförande 1927 i Stensele landskommun. Han var även ledamot i Västerbottens läns landsting 1910–1942.
Han var riksdagsledamot i andra kammaren 1919–1921 för Västerbottens läns södra valkrets och tillhörde Frisinnade landsföreningens riksdagsgrupp Liberala samlingspartiet. I riksdagen var han ledamot i andra kammarens femte tillfälliga utskott 1920–1921. Han engagerade sig främst i regionala jord- och skogsbruksfrågor.